# Lincoln Memorial Reflecting Pool
De Lincoln Memorial Reflecting Pool is een kunstmatig waterbassin in de Amerikaanse hoofdstad Washington D.C. aangrenzend aan de National Mall. 
Het basin is aangelegd om het zicht op het Lincoln Memorial van aan Washington Monument te versterken door de reflectie van dit gebouw in het water, een eeuwenoude techniek die ook onder meer wordt toegepast bij de Taj Mahal of in het Alhambra. Uiteraard reflecteert ook Washington Monument in het water bekeken vanaf Lincoln Memorial. In 2004 werd tussen de Reflecting Pool en het Washington Monument nog het National World War II Memorial aangelegd en ingehuldigd. Het bassin ligt op de grens van het West Potomac Park, het geheel is in beheer van de National Park Service.
De Reflecting Pool werd ontworpen door Henry Bacon en aangelegd tussen 1922 en 1923. 618 m lang en 51 m breed met een diepte die toeneemt van de 46 cm aan de kanten tot 76 cm in het centrum van het bassin. Het heeft een watercapaciteit van 25,5 miljoen liter water.
De Reflecting Pool werd gerestaureerd van 2010 tot 2012 met 30,7 miljoen dollar middelen van de American Recovery and Reinvestment Act of 2009. De oude situatie met stilstaand drinkbaar leidingwater dat regelmatig vervangen werd, werd aangepast naar een watercirculatie met water continu aangevoerd en afgevoerd uit het nabijgelegen Tidal Basin.
De Pool is het kader waarin Marian Anderson een openluchtconcert gaf op eerste paasdag, 9 april 1939, op de trappen van het Lincoln Memorial. Ze zong voor een publiek van meer dan 75.000 mensen en een radiopubliek van miljoenen, van het concert werd tevens een concertfilm gemaakt. 
Op 28 augustus 1963 kwamen de deelnemers van de March on Washington for Jobs and Freedom aan de Pool toe. Ze luisterden er onder meer naar "I Have a Dream" van Martin Luther King, Jr.. 250.000 toeschouwers hoorden hem spreken.
Op 18 januari 2009 keken er 400.000 personen naar We Are One: The Obama Inaugural Celebration at the Lincoln Memorial.